# 渡部賢治
渡部 賢治（わたなべ けんじ、1977年6月3日 - ）は、日本の俳優、音楽家。
出生地は愛媛県内子町、出身地は島根県松江市。島根県立松江北高等学校、松山大学経営学部経営学科会計コース卒業。
1997年、演劇ネットワークOffice59の舞台で俳優活動を開始する。2001年からはイギリスに在住。
身長177cm、体重62kg。

## 出演

### 映画
- 長州ファイブ（2006年、五十嵐匠監督作品） - 畠山良成 役
- エルビスペルビス（2007年、ケヴィン・アドゥアカ監督作品） - ドラマー 役
- ランダム11（2011年、トニー・セバスチャン・ウクポ監督作品） - 大和長官 役

### テレビドラマ
- 坂の上の雲（2009年 - 2011年、NHK） - 深井英五 役